# Pomiar sytuacyjno-wysokościowy
Pomiar sytuacyjno-wysokościowy – zespół czynności z zakresu geodezji ogólnej polegających na wykonaniu pomiarów sytuacyjno-wysokościowych, które mają za zadanie pozyskanie danych o rozmieszczeniu elementów zagospodarowania danego terenu (obiektów budowlanych nadziemnych, naziemnych oraz podziemnych) oraz sporządzenie geodezyjnego operatu technicznego zawierającego wyniki wykonanych pomiarów wraz z mapą powykonawczą stanowiącą potwierdzenie przyjęcia tych zbiorów danych lub dokumentów do państwowego zasobu geodezyjnego i kartograficznego.

## Charakterystyka
Pomiar sytuacyjno-wysokościowy polega na określeniu położenia sytuacyjnego obiektów terenowych (budowlanych) w państwowym układzie współrzędnych prostokątnych płaskich (współrzędne X, Y) oraz położenia wysokościowego punktów charakterystycznych w państwowym układzie wysokościowym (rzędne H) stanowiących państwowy system odniesień przestrzennych. Pomiar wykonuje się w oparciu o geodezyjną osnowę poziomą i wysokościową. Pomiar sytuacyjno-wysokościowy należy do grupy pomiarów bezpośrednich, czyli takich, które wymagają bezpośredniego kontaktu z przedmiotem pomiaru. Wyniki pomiarów długości oraz współrzędne prostokątne płaskie wyraża się w metrach z precyzją zapisu do 0,01 m (dla pomiarów wymagających wyższej dokładności – w metrach z precyzją zapisu do 0,001 m), a pomiaru wysokościowego i wartość wysokości – w zależności od wymaganej dokładności pomiaru – wyraża się w metrach z precyzją zapisu do 0,1 m, 0,01 m albo 0,001 m). Wyniki pomiaru kierunków i kątów wyraża się w gradach, z precyzją zapisu do 0,0001g.
Wybór stosowanych metod, technik i technologii, spełnienie warunków wykonywania pomiarów oraz zapewnienie wymaganej dokładności spoczywa na kierowniku prac geodezyjnych.

## Zakres pomiarów i metody
Pomiarom sytuacyjnym podlegają charakterystyczne punkty szczegółów terenowych, których rzut na płaszczyznę poziomą określa się z pomiarów. Pomiar szczegółów terenowych, których ze względu na zbyt małe wymiary rzutu konturu nie można przedstawić z dostateczną wyrazistością w skali mapy należy wykonywać w sposób uproszczony mierząc środek danego szczegółu. Dotyczy to szczegółów pokazywanych na mapie symbolami. Pomiarowi wysokościowemu podlegają charakterystyczne punkty szczegółów terenowych lub charakterystyczne punkty naturalnych i sztucznych form ukształtowania terenu.
Pomiar sytuacyjny może być wykonany metodami:
- metodą biegunową,
- metodą domiarów prostokątnych,
- metodą przedłużeń konturów sytuacyjnych,
- metodą wcięć kątowych, liniowych lub kombinowanych,
- z wykorzystaniem odbiorników systemów nawigacji GPS i GLONASS.

Pomiar wysokościowy może być wykonany metodami:
- niwelacji
- tachimetrii
- z wykorzystaniem odbiorników systemów nawigacji GPS i GLONASS

## Grupy szczegółów terenowych
Wymagane dokładności określenia położenia punktów szczegółów terenowych, w państwowym układzie współrzędnych prostokątnych płaskich, wyróżniają następujące grupy szczegółów:
- I grupa – szczegóły terenowe jednoznacznie identyfikowalne w terenie, zachowujące długookresową niezmienność kształtu i położenia, m.in.:

- znaki i punkty graniczne,
- znaki geodezyjne,
- naziemne obiekty budowlane i urządzenia budowlane, w tym elementy naziemne sieci uzbrojenia terenu;

- II grupa – szczegóły terenowe o mniej wyraźnych konturach lub obiekty podziemne, m.in.:

- budowle i urządzenia ziemne w postaci nasypów, wykopów, grobli, zapór ziemnych, wałów przeciwpowodzio-wych, rowów, kanałów oraz sztuczne zbiorniki wodne,
- podziemne obiekty budowlane i urządzenia budowlane, w tym elementy podziemne sieci uzbrojenia terenu,
- elementy zagospodarowania terenu, w szczególności: parki, zieleńce, trawniki, place zabaw i wypoczynku, skwe-ry, pojedyncze drzewa oraz boiska sportowe;

- III grupa – szczegóły terenowe, których jednoznaczna identyfikacja w terenie jest utrudniona i zależna od oceny oso-by wykonującej pomiar, m.in.:

- kontury użytków gruntowych oraz odkrywki glebowe dla potrzeb gleboznawczej klasyfikacji gruntów,
- cieki i zbiorniki wodne o naturalnych liniach brzegowych,
- oddziały leśne na obszarach lasów i parków narodowych.

## Dokładności pomiarów
Geodezyjne pomiary sytuacyjne wykonuje się z wykorzystaniem metod, technik i technologii zapewniających uzyskanie dokładności położenia punktów szczegółów terenowych i spełnienie warunków wykonywania pomiarów z dokładnością:
- ± 0,10 m dla I grupy szczegółów sytuacyjnych
- ± 0,30 m dla II grupy szczegółów sytuacyjnych
- ± 0,50 m dla III grupy szczegółów sytuacyjnych (o ile dokładność identyfikacji ich zarysów jest nie mniejsza od 0,50m)

Pomiary wysokościowe charakterystycznych punktów terenowych należy określać względem wysokościowej osnowy geodezyjnej z następującą dokładnością:
- ± 0,02 m dla przewodów i urządzeń kanalizacyjnych
- ± 0,05 m dla obiektów budowlanych i urządzeń budowlanych oraz pikiet markowanych w terenie
- ± 0,10 m dla budowli ziemnych, elastycznych lub mierzonych elektromagnetycznie podziemnych obiektów sieci uzbrojenia terenu oraz pikiet niemarkowanych w terenie.